# Шарл II Наварски
Карлос II Наварски, наричан Карлос Злия (на френски: Charles le Mauvais), e крал на Навара (1349 – 1387) и граф на Еврьо (1343 – 1387). Изиграва важна роля в развитието на Стогодишната война между Англия и Франция, като често сменя страната в зависимост от желанията си. Своето прозвище „Злия“ Шарл дължи на това, че бил заповядал да обесят дошлите пред него дворяни да се оплакват (реално това прозвище му дават в началото на XVI век).

## Произход и наследство
Произхожда от основен клон на династията на Капетингите – Дом Еврьо. Син е на Филип д'Еврьо и Жана II Наварска. Брат е на Бланш д'Еврьо, кралица на Франция, втора съпруга на крал Филип VI.
Освен пиренейското Кралство Навара той наследява и земи в Нормандия, наследени от баща му и майка му, която получава като компенсация за отказа ѝ от претенции и загубата на Шампан и Бри през 1328 г. Тъй като Филип д'Еврьо е първи братовчед на Филип VI, а Жана II Наварска е единствената дъщеря на Луи X, той е наследник на френските крале, както обича да изтъква, но земите му във Франция са нищожни.

## Управление
След наследяването на трона през октомври 1349 г. той посещава Навара за да бъде коронясан през пролетта на 1350 г. Ако изключим кратките посещения до кралството си, Карлос прекарва първите дванадесет години от управлението си във Франция. Той използва Навара като източник на доходи, с които да се издигне във Франция. Дори таи амбиции някой ден да стане крал на Франция, като единствен внук на Луи Х и правнук на Филип III.

### Смъртта на Карлос де ла Серда и отношения с Жан II
Карлос служи като кралски лейтенант при Лангедок през 1351 г. и командва армията превзела Порт Сен Мари през 1352 г. Същата година взема за жена Жана Валоа, дъщеря на френския крал Жан II Френски. Скоро завижда на френския конетабъл Шарл дьо ла Серда, управител на Шампан, Бри и Ангулем. Шарл смята, че тези територии му принадлежат по право, тъй като някога са принадлежали на майка му наварската кралица, но ѝ са отнети, а в замяна ѝ са дадени нищожни компенсации.

## Деца
Шарл II и Жана Френска (1343 – 1373) имат децата:
- Мария (1360 – 1400), ∞ 20 януари 1393 за Алфонсо Арагонски († 1412), херцога на Ганди
- Шарл III (1361 – 1425) – крал на Навара
- Бона (1364 – 1389)
- Пиер д’Еврьо (31 март 1366 – 29 юли 1412), граф на Мортен
- Филип (1368)
- Жана Наварска (1370 – 1437),∞ 1. за Жан IV, херцог на Бретан 2. за Хенри IV, крал на Англия
- Бланш (1372 – 1385)